# Albert van Dijk (minister)
Albert van Dijk (11 december 1931 - Paramaribo, 5 juni 2011) was een Surinaams bosbouwkundige en politicus. Hij was van 1980 tot 1981 minister van Landbouw, Veeteelt en Visserij in het eerste jaar van het militaire regime.

## Biografie
Albert van Dijk studeerde af als ingenieur. Hij was bosbouwkundige en werkte jarenlang op het ministerie van Landbouw, Veeteelt en Visserij (LVV) toen de staatsgreep van 26 februari 1980 plaatsvond tegen de regering-Arron. Voor het eerste kabinet onder militair toezicht, het kabinet-Chin A Sen I, trad Van Dijk aan als minister van LVV. Op dit moment was de grondwettelijke ordening van de onafhankelijkheid van 1975 nog formeel intact, met als hoogste bestuursorgaan de regering van Suriname. Van Dijk was een groot voorstander van het stimuleren van grootschalige, gemechaniseerde landbouw, waarmee hij afweek van het standpunt van de rest van de regering die vooral de kleinschalige landbouw wilde ondersteunen. Toen er na enkele maanden meerdere ontslagen vielen in het kabinet, stond ook zijn functie ter discussie.
De militairen voerden in augustus een politieke wijziging door, waarbij de president en de premier in één persoon werden verenigd en hun mandaat ontleenden aan het Militaire Gezag, zoals dat sindsdien heette. Dit luidde het kabinet-Chin A Sen II in waarin Van Dijk aanbleef als minister. Tijdens een machtsstrijd eind april 1981 werden Van Dijk en drie andere ministers ontslagen.